# Lijst van voetbalinterlands Guinee - Togo
Deze lijst van voetbalinterlands is een overzicht van alle officiële voetbalwedstrijden tussen de nationale teams van Guinee en Togo. De landen hebben tot op heden achttien keer tegen elkaar gespeeld. De eerste ontmoeting, een vriendschappelijke wedstrijd, vond plaats op 7 april 1968 in Lomé. Het laatste duel, eveneens een vriendschappelijke wedstrijd, werd gespeeld in Antalya (Turkije) op 5 juni 2021.

## Wedstrijden
| №  | Plaats         | Datum             | Competitie                   | Wedstrijd     | Uitslag |
| -- | -------------- | ----------------- | ---------------------------- | ------------- | ------- |
| 1  | Lomé           | 7 april 1968      | Vriendschappelijk            | Togo − Guinee | 1 − 1   |
| 2  | Conakry        | 10 augustus 1969  | Afrika Cup 1970 kwalificatie | Guinee − Togo | 4 − 0   |
| 3  | Lomé           | 24 augustus 1969  | Afrika Cup 1970 kwalificatie | Togo − Guinee | 1 − 1   |
| 4  | Lomé           | 26 oktober 1975   | Afrika Cup 1976 kwalificatie | Togo − Guinee | 2 − 2   |
| 5  | Conakry        | 9 november 1975   | Afrika Cup 1976 kwalificatie | Guinee − Togo | 2 − 0   |
| 6  | Lomé           | 13 februari 1977  | WK 1978 kwalificatie         | Togo − Guinee | 0 − 2   |
| 7  | Conakry        | 27 februari 1977  | WK 1978 kwalificatie         | Guinee − Togo | 2 − 1   |
| 8  | Conakry        | 10 april 1983     | Afrika Cup 1984 kwalificatie | Guinee − Togo | 0 − 1   |
| 9  | Lomé           | 24 april 1983     | Afrika Cup 1984 kwalificatie | Togo − Guinee | 2 − 0   |
| 10 | Conakry        | 4 januari 1998    | Vriendschappelijk            | Guinee − Togo | 1 − 0   |
| 11 | Lomé           | 4 oktober 1998    | Afrika Cup 2000 kwalificatie | Togo − Guinee | 2 − 0   |
| 12 | Conakry        | 20 juni 1999      | Afrika Cup 2000 kwalificatie | Guinee − Togo | 2 − 1   |
| 13 | Conakry        | 14 januari 2001   | Afrika Cup 2002 kwalificatie | Guinee − Togo | 0 − 0   |
| 14 | Viry-Châtillon | 7 januari 2006    | Vriendschappelijk            | Togo − Guinee | 0 − 1   |
| 15 | Parijs         | 25 maart 2008     | Vriendschappelijk            | Togo − Guinee | 0 − 2   |
| 16 | Casablanca     | 10 september 2014 | Afrika Cup 2015 kwalificatie | Guinee − Togo | 2 − 1   |
| 17 | Lomé           | 15 november 2014  | Afrika Cup 2015 kwalificatie | Togo − Guinee | 1 − 4   |
| 18 | Antalya        | 5 juni 2021       | Vriendschappelijk            | Guinee − Togo | 0 − 2   |

## Samenvatting
| Competitie              | Totaal gespeeld | Winst Guinee | Gelijk | Winst Togo | Doelsaldo Guinee – Togo |
| ----------------------- | --------------- | ------------ | ------ | ---------- | ----------------------- |
| WK-kwalificatie         | 2               | 2            | 0      | 0          | 4 − 1                   |
| Afrika Cup-kwalificatie | 11              | 5            | 3      | 3          | 17 − 11                 |
| Vriendschappelijk       | 5               | 3            | 1      | 1          | 5 − 3                   |
| Totaal                  | 18              | 10           | 4      | 4          | 26 − 15                 |

FGF · A-internationals · Guinees vrouwenelftal
1960-1969 ·
1970-1979 ·
1980-1989 ·
1990-1999 ·
2000-2009 ·
2010-2019 ·
2020-2029
AC 1970 ·
AC 1974 ·
AC 1976 ·
AC 1980 ·
AC 1994 ·
AC 1998 ·
AC 2004 ·
AC 2006 ·
AC 2008 ·
AC 2012
1962 ·
1963 ·
1964 ·
1965 ·
1966 ·
1967 ·
1968 ·
1969 ·
1970 ·
1971 ·
1972 ·
1973 ·
1974 ·
1975 ·
1976 ·
1977 ·
1978 ·
1979 ·
1980 ·
1981 ·
1982 ·
1983 ·
1984 ·
1985 ·
1986 ·
1987 ·
1988 ·
1989 ·
1990 ·
1991 ·
1992 ·
1993 ·
1994 ·
1995 ·
1996 ·
1997 ·
1998 ·
1999 ·
2000 ·
2001 ·
2002 ·
2003 ·
2004 ·
2005 ·
2006 ·
2007 ·
2008 ·
2009 ·
2010 ·
2011 ·
2012 ·
2013 ·
2014 ·
2015 ·
2016 ·
2017 ·
2018 ·
2019 ·
2020 ·
2021 ·
2022 ·
2023 ·
2024
Algerije ·
Angola ·
Benin ·
Bermuda ·
Botswana ·
Brazilië ·
Burkina Faso ·
Burundi ·
Cambodja ·
Centraal-Afrikaanse Republiek ·
Chili ·
China ·
Comoren ·
Congo-Brazzaville ·
Congo-Kinshasa ·
DDR ·
Egypte ·
Equatoriaal-Guinea ·
Ethiopië ·
Gabon ·
Gambia ·
Ghana ·
Guinee-Bissau ·
Indonesië ·
Irak ·
Iran ·
Ivoorkust ·
Kaapverdië ·
Kameroen ·
Kenia ·
Kosovo ·
Lesotho ·
Liberia ·
Libië ·
Madagaskar ·
Malawi ·
Mali ·
Marokko ·
Mauritanië ·
Mauritius ·
Mozambique ·
Namibië ·
Niger ·
Nigeria ·
Noord-Korea ·
Oeganda ·
Rwanda ·
Senegal ·
Sierra Leone ·
Soedan ·
Somalië ·
Swaziland ·
Tanzania ·
Togo ·
Tsjaad ·
Tunesië ·
Turkije ·
Vanuatu ·
Venezuela ·
Vietnam ·
Zaïre ·
Zambia ·
Zimbabwe ·
Zuid-Afrika ·
Zuid-Jemen
FTF · Selecties · Togolees vrouwenelftal
1950 – 1959 · 
1960 – 1969 · 
1970 – 1979 · 
1980 – 1989 · 
1990 – 1999 · 
2000 – 2009 · 
2010 – 2019 ·
2020 − 2029
WK 2006
Algerije ·
Angola ·
Bahrein ·
Benin ·
Botswana ·
Bukina Faso ·
Centraal-Afrikaanse Republiek ·
Chili ·
Comoren ·
Congo-Bazzaville ·
Congo-Kinshasa ·
Denemarken ·
Djibouti ·
Egypte ·
Equatoriaal-Guinea ·
Ethiopië ·
Frankrijk ·
Gabon ·
Gambia ·
Ghana ·
Guinee ·
Guinee-Bissau ·
Iran ·
Ivoorkust ·
Japan ·
Kaapverdië ·
Kameroen ·
Kenia ·
Lesotho ·
Liberia ·
Libië ·
Liechtenstein ·
Luxemburg ·
Madagaskar ·
Malawi ·
Mali ·
Marokko ·
Mauritanië ·
Mauritius ·
Mozambique ·
Namibië ·
Niger ·
Nigeria ·
Oeganda ·
Oman ·
Paraguay ·
Rwanda ·
Sao Tomé en Principe ·
Saoedi-Arabië ·
Senegal ·
Sierra Leone ·
Soedan ·
Swaziland ·
Tsjaad ·
Tunesië ·
Verenigde Arabische Emiraten ·
Zambia ·
Zimbabwe ·
Zuid-Korea ·
Zuid-Soedan ·
Zwitserland
Frankrijk (2006) · 
Zuid-Korea (2006) · 
Zwitserland (2006)